# Аксіально-поршнева гідромашина

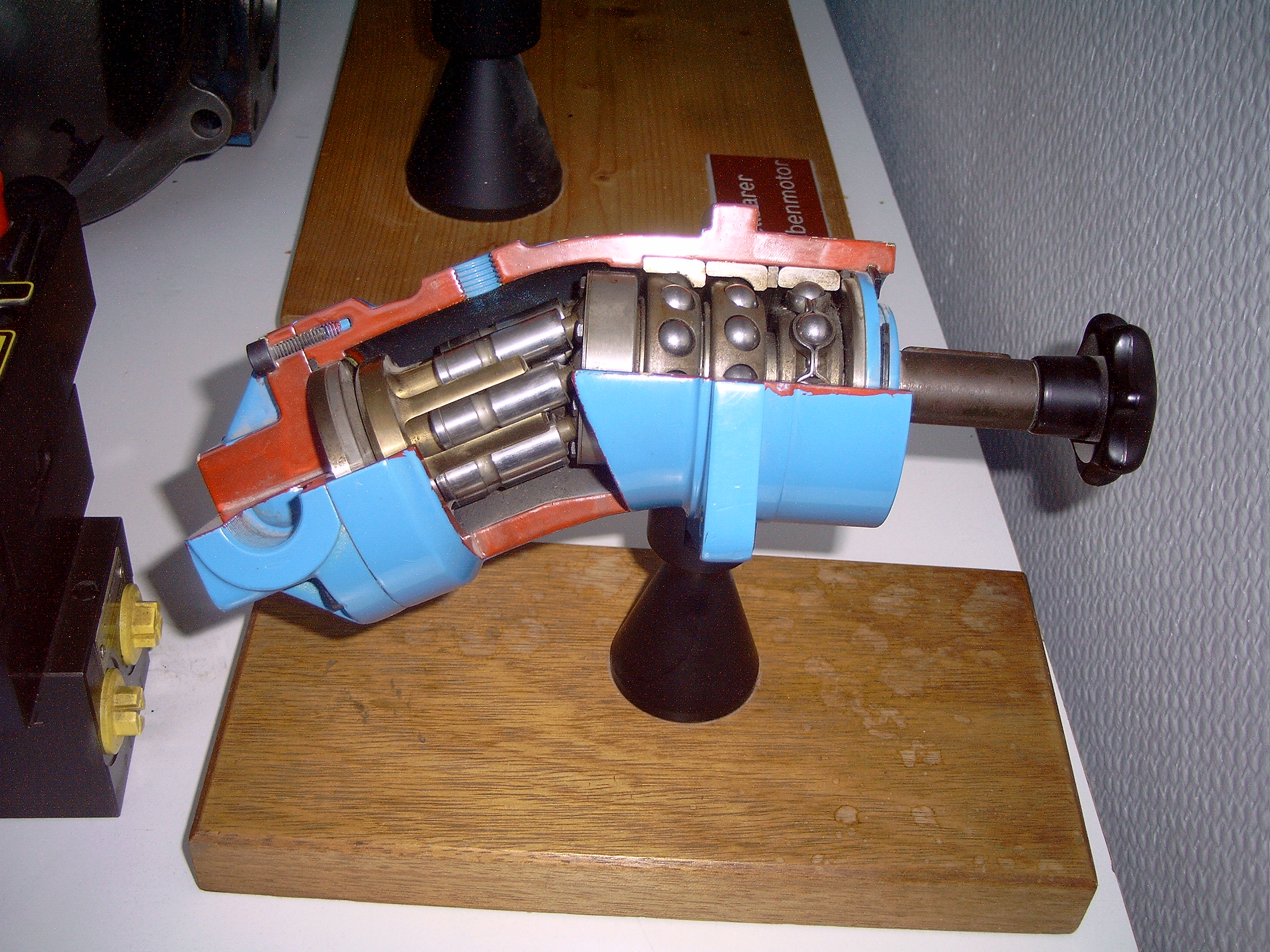
Аксіально-поршнева гідромашина з похилим блоком

Аксіа́льно-поршнева́ гідромаши́на — один з видів роторно-поршневих гідромашин, у якої осі поршнів (плунжерів) розташовані паралельно одна до одної на боковій циліндричній поверхні або одна біля одної на боковій поверхні конуса обертання.

## Класифікація

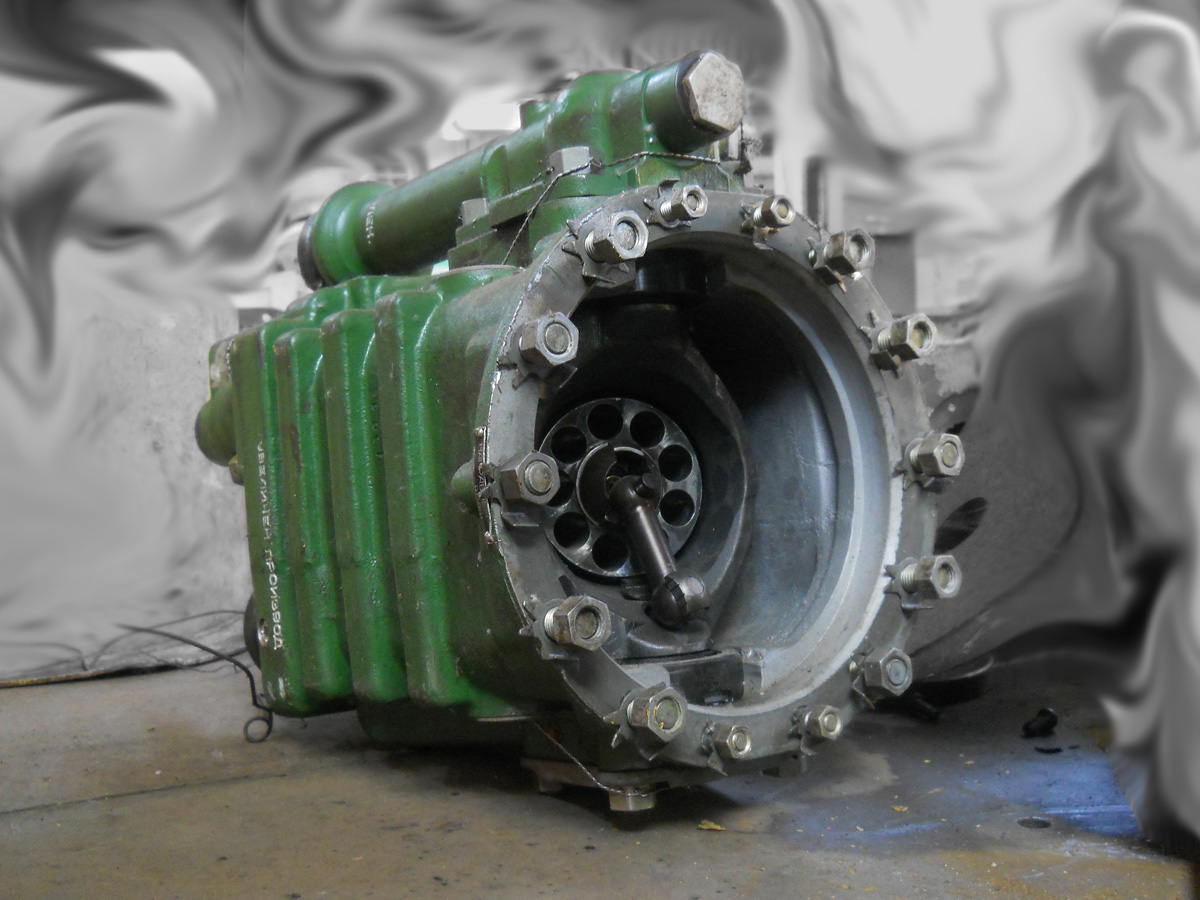
Корпус аксіально-поршневого гідромотора привода верстата

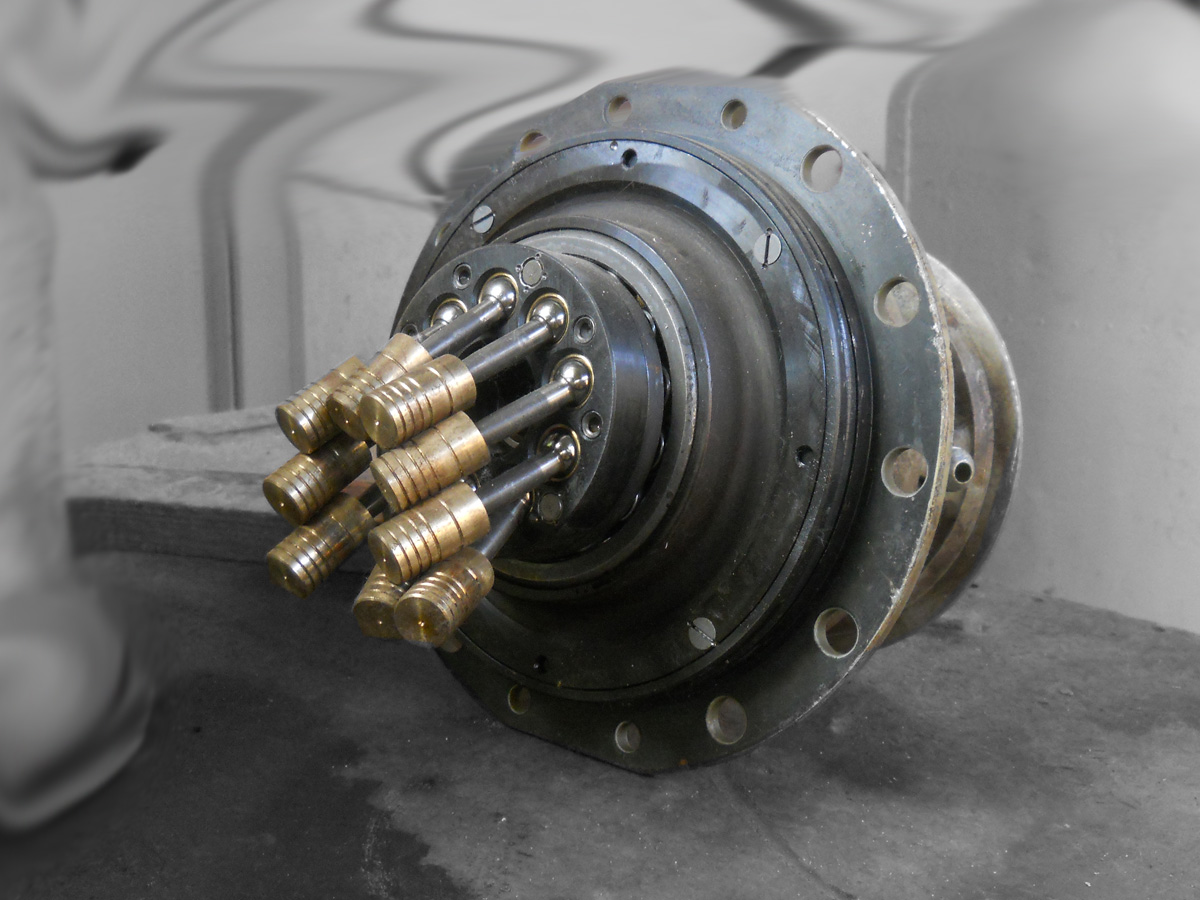
Поршні аксіально-поршневого гідромотора привода верстата

Є одним з найпоширеніших типів гідромашин. Застосовуються як насоси, так і гідромотори такої конструкції. За видом основного робочого елемента гідромашини (гідронасоси чи гідромотори) можуть виконуватись як аксіально-плунжерні, так і аксіально-поршневі.
Аксіально-плунжерні і аксіально-поршневі гідромашини відрізняються тим, що у перших витискачами є плунжери, а у других — поршні, хоча у багатьох джерелах їх узагальнено називають як аксіально-поршневі. Найбільшого поширення набули аксіально-плунжерні гідромашини.
Випускають гідромашини з похилим диском (шайбою) і з похилим блоком циліндрів, з карданною передачею та безкарданні, з обертовим та нерухомим блоком циліндрів, з торцевим або цапфовим розподільником.

## Технічні та технологічні параметри
У аксіально-поршневих гідромашин діапазон регулювання частот обертання зазвичай забезпечується у діапазоні 16,6…33 с−1 (1000…2000 об/хв), але у деяких випадках бувають насоси з максимальною частотою обертання 333 −1 (20 000 об/хв) .
Даний вид гідромашин здатен працювати при тисках до 16…20 МПа (рідше — до 32 МПа). Подача насосів може сягати 0,15 м³/с (1800 л/хв), потужність — до 3000 кВт.
Коефіцієнт корисної дії аксіально-поршневих гідромашин становить: об'ємний до 0,92…0,95, загальний — до 0,9.

## Конструктивні особливості

Будова та принцип роботи аксіально-поршневої гідромашини з похилим диском

Однією з переваг аксіально-поршневих гідромашин є можливість регулювання робочого об'єму. Зміна робочого об'єму здійснюється шляхом зміни кута нахилу диска або осі блока циліндрів. Максимальний кут нахилу у машин з похилим диском обмежується 15…18°. Це обмеження пов'язане із зростанням контактних навантажень між деталями гідромашини. У той же час, в машинах з похилим блоком зростання кута нахилу обмежується лише конструктивними параметрами, і може сягати 40° (зазвичай до 25°). Але насоси з похилим диском мають ту перевагу, що при їх регулюванні легко здійснюється реверс подачі робочої рідини (при роботі у режимі насоса) або реверс напрямку обертання вала (при роботі у режимі гідромотора); в гідромашинах з нерегульованим похилим блоком, що працюють у режимі насоса, реверс подачі робочої рідини можна змінити лише зміною напряму обертання вала гідромашини. В аксіально-поршневих гідромашинах з нерегульованим похилим блоком, що працюють у режимі мотора, зміна напрямку обертання здійснюється зміною напрямку подачі робочої рідини. При цьому в гідромашинах з регульованим похилим блоком, можна змінювати робочий об'єм у діапазоні від 0 до 100 % робочого об'єму машини і тим самим регулювати продуктивність насоса (подачу насоса) або продуктивність мотора (швидкість обертання і крутний момент на валу) від 0 до 100 %.
Аксіально-поршневі гідромашини з обертовим блоком циліндрів мають переважно торцеве розподілення, що значно зменшує, як об'ємні втрати через зменшення витоку рідини в насосі, так і гідравлічні втрати за рахунок виконання всмоктувальних отворів більших розмірів, ніж у цапфовому розподільнику.
Для уникнення резонансних явищ та для зниження пульсацій подачі й витрати кількість плунжерів завжди беруть непарною.

## Принцип роботи
При обертанні вала гідромашини плунжер, що знаходиться у нижній мертвій точці переміщається у напрямку верхньої мертвої точки — відбувається нагнітання, і одночасно плунжер, що знаходився у верхній мертвій точки переміщається у напрямку до нижньої мертвої точки — відбувається всмоктування. Плунжери, що здійснюють у даний момент нагнітання, сполучені разом однією канавкою й утворюють порожнину високого тиску; а ті плунжери, що здійснюють у даний момент засмоктування, сполучені разом іншою канавкою — й утворюють порожнину низького тиску. Порожнини високого і низького тиску розділені одна від одної. Точка, у якій плунжер переходить від порожнини високого тиску до порожнини низького тиску, називається верхньою мертвою точкою, а там де відбувається зворотний перехід, розташована нижня мертва точка.
У момент переходу плунжера через одну з мертвих точок утворюються замкнені об'єми, що є небажаним явищем, так як через властивості малої стисливості рідини їх наявність призводить до виникнення в процесі роботи насоса або гідродвигуна великого моменту опору.

## Використання

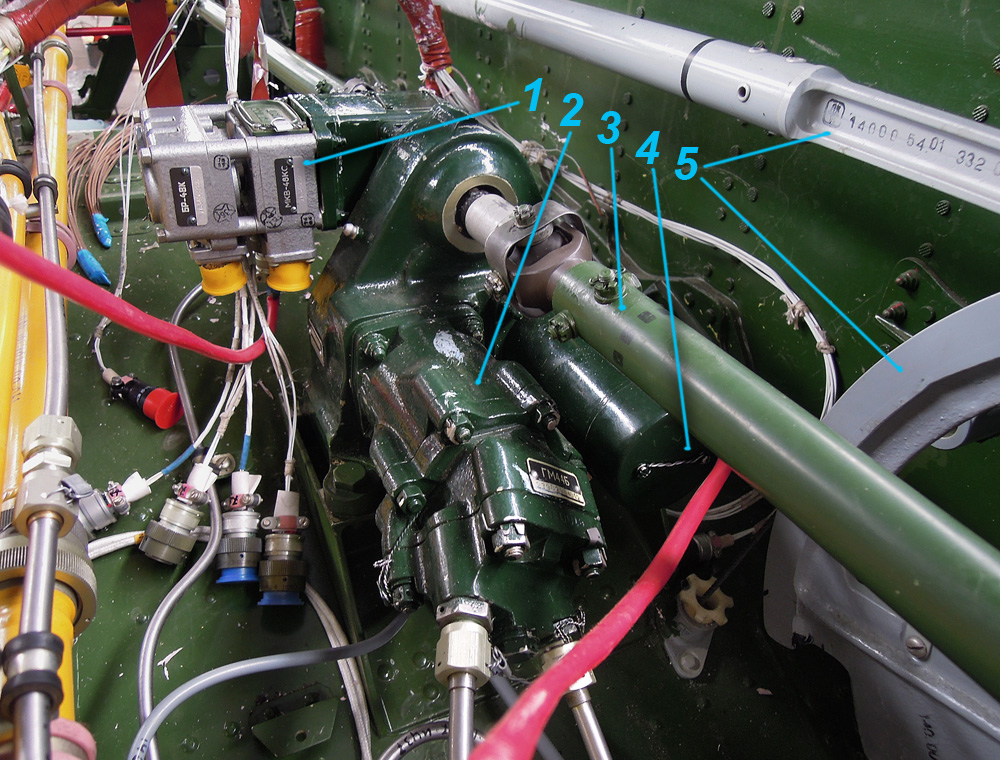
Комбінований гідроелектричний привод закрилків Ан-140, де поз.2 позначено аксіально-поршневий гідромотор

Аксіально-поршневі гідромашини знайшли застосування у гідросистемах багатьох машин дорожньо-будівельної техніки, у гідроприводах металорізальних верстатів, сільськогосподарської техніки та літаків.

## Переваги та недоліки
Перевагами аксіально-поршневих машин є:
- здатність працювати при високих тисках;
- більший крутний момент на валу у режимі мотора порівняно з радіально-поршневими гідромашинами при однаковій масі агрегата;
- принципова можливість реалізувати регульованість робочого об'єму, для регулювання продуктивності;
- більша максимальна частота обертання, порівняно з радіально-поршневими гідромашинами;
- компактність конструкції.

До недоліків аксіально-поршневих машин належать:
- складність конструкції;
- висока вартість такого типу гідромашин;
- значні пульсації подачі (для насоса) і витрати (для гідромотора), і як наслідок, пульсації тиску у гідросистемі.